# Bjørn Bergvall
Bjørn Bergvall (Oslo, 13 de fevereiro de 1939) é um velejador norueguês, campeão olímpico. Ele competiu nos Jogos Olímpicos de Verão de 1960 na classe Flying Dutchman e conquistou a medalha de ouro, ao lado de Peder Lunde Jr.. Ele ficou em quarto lugar no Campeonato Mundial Flying Dutchman de 1962.